# 2-巯基乙醇
2-巯基乙醇（又称为β-巯基乙醇，1-硫代乙二醇, β-氫硫基乙醇;2-羟基乙硫醇;β-硫醇代乙醇）是一种有机化合物，其化学式为HOCH2CH2SH，英文通用缩写为ME或βME。它兼具乙二醇（HOCH2CH2OH）和乙二硫醇（HSCH2CH2SH）的官能团，为挥发性液体，具有较强烈的刺激性气味。βME通常用于二硫键的还原，可以作为生物学实验中的抗氧化剂。它被广泛使用的原因是它的羟基使它能够溶解于水中，并且降低它的挥发性。由于具有较低的蒸汽压，它的难闻的情况比起恶臭的硫醇要好得多。

## 制备
2-巯基乙醇可以通过环氧乙烷和硫化氢反应来生成：

## 应用

### 生物学应用
2-巯基乙醇可以打开蛋白质中存在的二硫键：
cysS-Scys  +  2 HOCH2CH2SH   →   2 cysSH  +  HOCH2CH2S-SCH2CH2OH
二硫键被打开后可以使蛋白质的四级或三级结构被破坏。由于2-巯基乙醇能够打开蛋白质的结构，它常常被用于蛋白质分析。而2-巯基乙醇也常常被用于保护蛋白质中自由的半胱氨酸巯基之间不会错误形成二硫键。
作为还原剂，2-巯基乙醇常常可以与二硫苏糖醇（DTT）或三(2-甲酰乙基)膦盐酸盐（TCEP）互换使用。
2-巯基乙醇是少数几种被发现可以延长小鼠寿命的化合物。在微克量级水平上，2-巯基乙醇被观察到对实验鼠的生命具有多种可能的正面效应。

### 其他
2-巯基乙醇可以与醛或酮反应，生成相应的氧硫杂环化合物，这使得2-巯基乙醇可以作为羰基的保护基：